# Hüseyindede Tepesi
Koordinaten: 40° 17′ 17″ N, 34° 13′ 59″ O
| Hüseyindede |

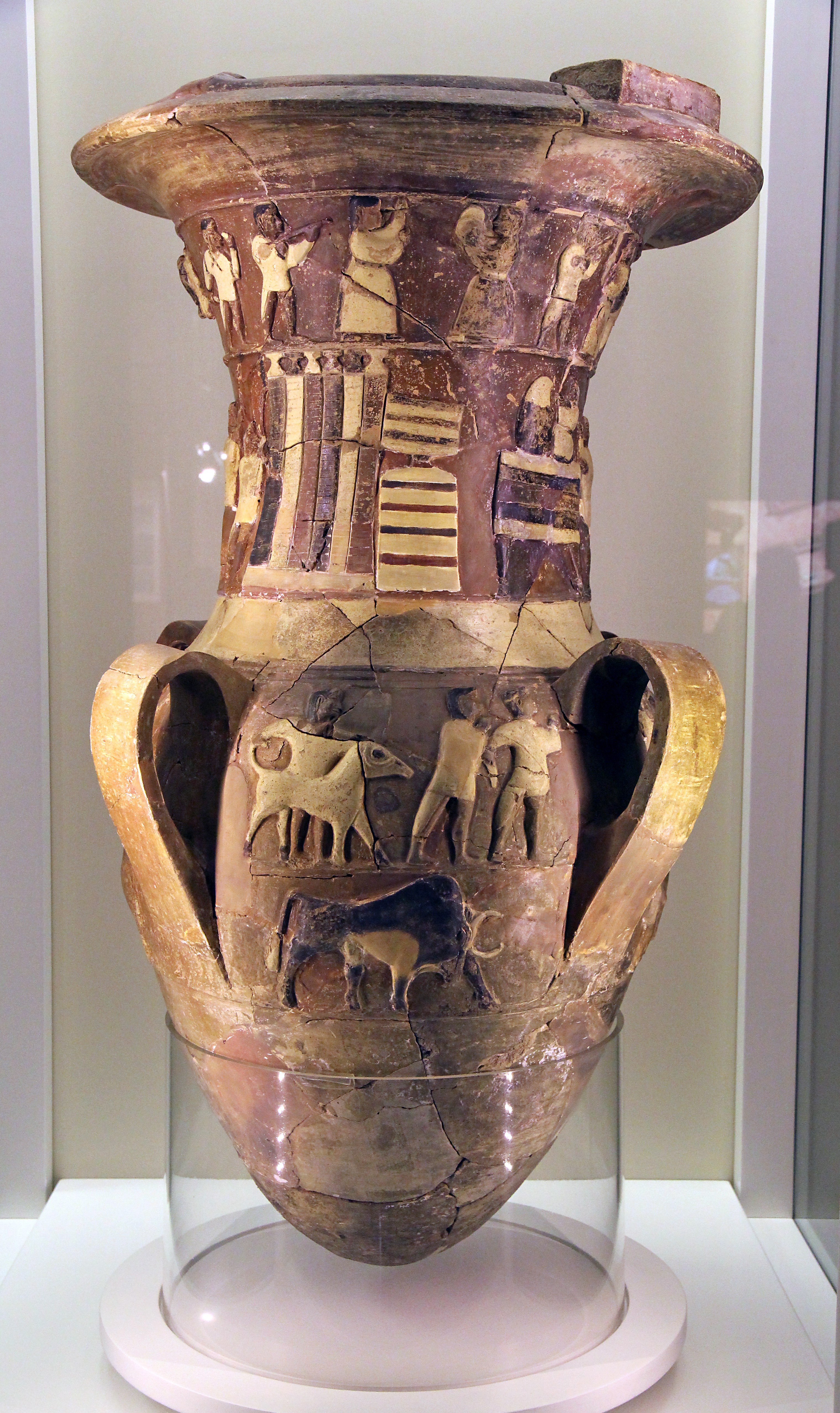
Reliefvase im Museum Çorum

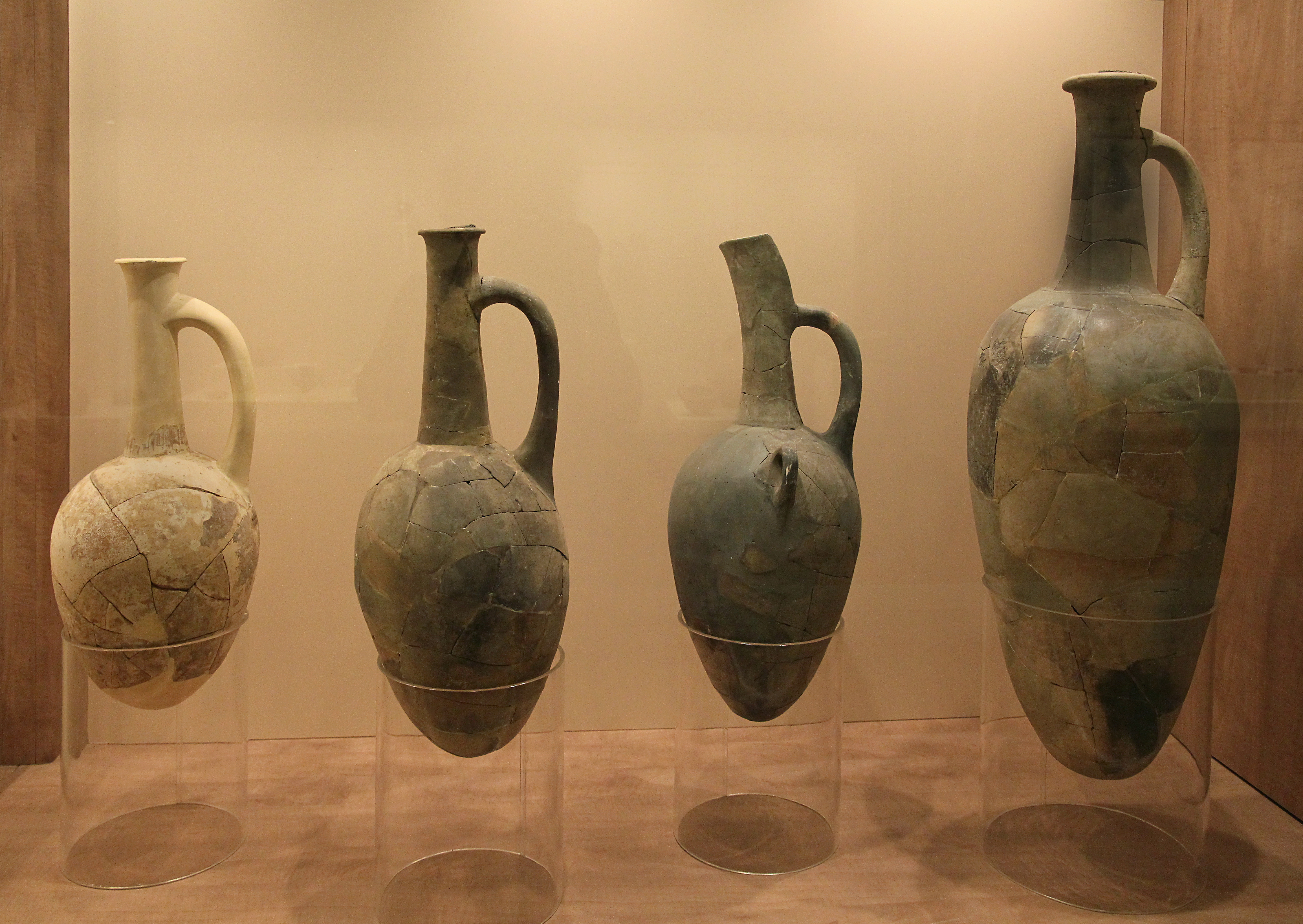
Krüge im Museum Çorum

Der Hügel Hüseyindede Tepesi ist eine archäologische Grabungsstätte in der Zentraltürkei und birgt Reste einer hethitischen Siedlung. Er ist der Fundort bedeutender frühhethitischer Reliefvasen.

## Lage
Der Hüseyindede Tepesi (auch Hüseyinbaba) ist ein an der höchsten Stelle 776 Meter hoher Hügel etwa zwei Kilometer südlich des Dorfes Yörüklü im Landkreis Sungurlu der türkischen Provinz Çorum. An seiner südlichen Spitze, lokal Ağburun genannt, liegt das Grabungsareal. Die Siedlung liegt demnach etwa 45 Kilometer nordwestlich von Boğazkale, der  hethitischen Hauptstadt Ḫattuša, und 60 Kilometer östlich von İnandıktepe, einem weiteren hethitischen Fundort. Nach den Ergebnissen von Oberflächenuntersuchungen hat sich die Siedlung vom Fundort nach Südwesten und Westen erstreckt, wo zum Zeitpunkt der Forschungen Landwirtschaft betrieben wurde. Nach Aussagen der Bauern traten dort zahlreiche Steine zutage, die aus architektonischen Zusammenhängen stammen. Daher dürfte ein großer Teil der Siedlung zerstört sein.

## Erforschung
Seit 1996 führten die türkischen Archäologen Tunç Sipahi und Tayfun Yıldırım im Rahmen eines Projekts der Universität Ankara Surveys in der Provinz Çorum durch. Am Hüseyindede entdeckten sie auf einer von Raubgräbern verwüsteten Fläche an der Oberfläche Scherben von frühhethitischen Reliefvasen. Bei der 1997 folgenden Notgrabung in Zusammenarbeit mit dem Archäologischen Museum Çorum kamen drei rechteckige Räume und ein Fundamentgraben ans Licht. Die Räume wiesen deutliche Zeichen eines Brandes auf. In den Räumen wurden, zum Teil an einer Wand aufgereiht, zahlreiche Bodenscherben und Gefäßverschlüsse von Tonkrügen, daneben weitere Fragmente der Reliefvasen und anderer Gefäße gefunden. Ergraben wurden unter anderem eine linsenförmige Flasche mit drei Henkeln, eine Kanne mit abgeschnittenem Schnabelausguss sowie verschiedene Krüge. Die bedeutendsten Funde waren zwei Reliefvasen mit bemerkenswerten Figurenfriesen. Sie weisen starke Parallelen zu in İnandıktepe gefundenen Vasen auf und werden wie diese ins 16. Jahrhundert v. Chr. datiert. Nach der Restaurierung sind sie im Museum von Çorum ausgestellt.